# Wrota Diakońskie

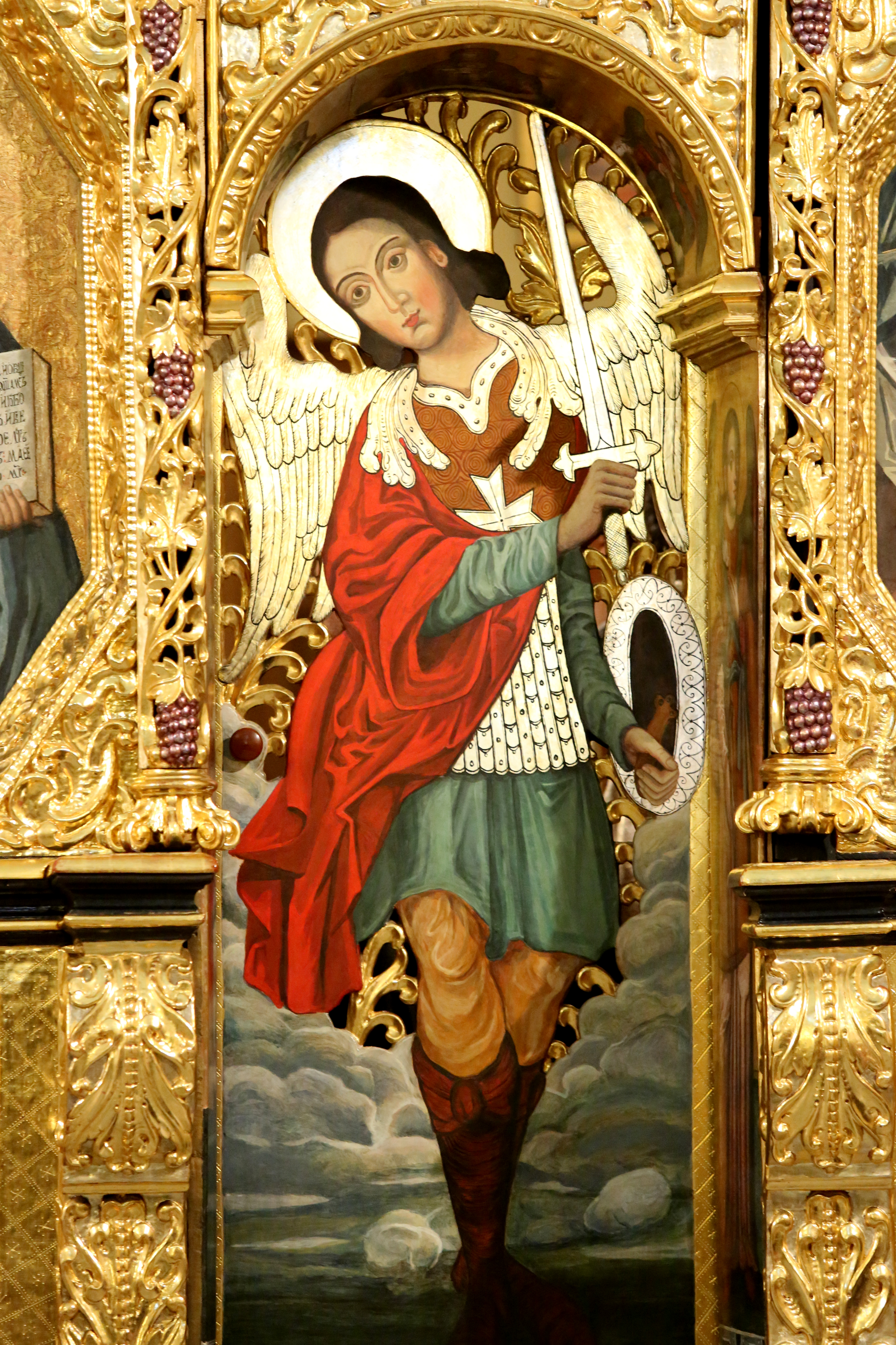
Archanioł Michał z wrót diakońskich ikonostasu soboru św. Jana Chrzciciela w Przemyślu

Wrota Diakońskie – boczne drzwi w ikonostasie znajdujące się z prawej strony od wejścia głównego, czyli królewskich wrót, inaczej nazywane wrotami południowymi. Mogą przechodzić przez nie osoby duchowne pomagające w sprawowaniu nabożeństwa. Wrota diakońskie ozdobione są wizerunkami archaniołów Gabriela i Michała lub pierwszych męczenników - diakonów: Szczepana i Wawrzyńca.